# Halina Bertram
Halina Bertram (* 1971 in Prag) ist eine tschechische Pianistin.

## Leben
Sie studierte von 1985 bis 1990 am Prager Konservatorium bei der russischen Pianistin Valentina Kameníková und wechselte 1990 zu Karl-Heinz Kämmerling an die Hochschule für Musik und Theater Hannover, wo sie 1995 ihren Diplomabschluss machte. Ihre Studien führte sie bei Gitti Pirner in München fort.
Zahlreiche Erfolge bei nationalen und internationalen Wettbewerben säumten ihren künstlerischen Weg wie 1985 1. Preise beim "Concertino Praga" und "Virtuosi per musica di piano forte",1986 beim "Smetana-Wettbewerb" und 1987 ein 2. Preis sowie der "Hindemith-Preis" beim "Europäischen Musikpreis" in Frankfurt am Main. 1989 gewann sie den Sonderpreis für die beste Klavierbegleitung beim "Internationalen Musikwettbewerb" in Prowadia/Bulgarien.
Neben solistischer Tätigkeit widmet sich Halina Bertram intensiv der Kammermusik in unterschiedlichen Besetzungen, zum Beispiel im F.A.E.-Duo mit der Geigerin Ulrike Cramer und im "Syrinx-Ensemble", mit dem sie 1993 zum Internationalen Kammermusikfestival nach Osaka/Japan eingeladen wurde.
Halina Bertram gibt regelmäßige Klavier- und Kammermusikabende in Deutschland und Tschechien. Als Solistin ist sie mit dem Radio-Sinfonie-Orchester Prag, der Mährischen Philharmonie und der Westböhmischen Philharmonie aufgetreten. Es liegen mehrere Aufnahmen für den Tschechischen Rundfunk und Fernsehen vor. In ihrer Wahlheimat im oberbayerischen Gauting ist sie eine geschätzte Klavierlehrerin.
2003 erhielt sie den Günther-Klinge-Kulturpreis der Gemeinde Gauting.